# Lista över AC/DC-låtar
Här listas låtar av det australiska rockbandet AC/DC som publicerades fram till oktober 2014. Listan kan sorteras alfabetisk eller efter låtarnas längd. Listan innehåller även cover av låtar som ursprungligen utgavs av andra musiker.
De flesta låtar skrevs av Angus Young och Malcolm Young. Ibland var även Bon Scott eller Brian Johnson involverade.
| Låt                                                     | Längd          | Album                                                           |
| ------------------------------------------------------- | -------------- | --------------------------------------------------------------- |
| Ain't No Fun (Waitin' 'Round to Be a Millionaire)       | 7:29           | Dirty Deeds Done Dirt Cheap                                     |
| All Screwed Up                                          |                | Stiff Upper Lip                                                 |
| Anything Goes                                           |                | Black Ice                                                       |
| Are You Ready                                           |                | The Razors Edge                                                 |
| Baby Please Don't Go                                    | 4:40           | High Voltage (Australien), '74 Jailbreak                        |
| Back in Black                                           | 4:18           | Back in Black                                                   |
| Back in Business                                        |                | Fly on the Wall                                                 |
| Back Seat Confidential                                  |                | Volts                                                           |
| Bad Boy Boogie                                          | 4:27 7:19      | Let There Be Rock                                               |
| Badlands                                                |                | Flick of the Switch                                             |
| Ballbreaker                                             | 4:32           | Ballbreaker                                                     |
| Beating Around the Bush                                 | 3:56           | Highway to Hell                                                 |
| Bedlam in Belgium                                       |                | Flick of the Switch                                             |
| Big Balls                                               | 2:39           | Dirty Deeds Done Dirt Cheap                                     |
| Big Gun                                                 | 4:24           | Big Gun, singel                                                 |
| Big Jack                                                |                | Black Ice                                                       |
| Black Ice                                               |                | Black Ice                                                       |
| Bonny                                                   |                | AC/DC Live                                                      |
| Boogie Man                                              | 4:07           | Ballbreaker                                                     |
| Borrowed Time                                           | 3:45           | B-sida till singeln Moneytalks                                  |
| Brain Shake                                             |                | Flick of the Switch                                             |
| Breaking the Rules                                      |                | For Those About to Rock We Salute You                           |
| Burnin' Alive                                           | 5:05           | Ballbreaker                                                     |
| C.O.D.                                                  |                | For Those About to Rock We Salute You                           |
| Can I Sit Next To You Girl                              | 4:06 4:12      | T.N.T., High Voltage (internationell)                           |
| Can't Stand Still                                       |                | Stiff Upper Lip                                                 |
| Can't Stop Rock 'n' Roll                                |                | Stiff Upper Lip                                                 |
| Carry Me Home                                           | 3:58           | B-sida till singeln Dog Eat Dog                                 |
| Caught With Your Pants Down                             | 4:15           | Ballbreaker                                                     |
| Chase the Ace                                           | 3:01           | Who Made Who                                                    |
| Cold Hearted Man                                        | 3:32           | Powerage                                                        |
| Come and Get It                                         |                | Stiff Upper Lip                                                 |
| Cover You In Oil                                        | 4:33           | Ballbreaker                                                     |
| Crabsody in Blue                                        | 4:45           | Let There Be Rock                                               |
| Cyberspace                                              | 2:57           | B-sida till singeln Safe in New York City                       |
| D.T.                                                    | 2:53           | Who Made Who                                                    |
| Damned                                                  |                | Stiff Upper Lip                                                 |
| Danger                                                  |                | Fly on the Wall                                                 |
| Decibel                                                 |                | Black Ice                                                       |
| Deep in the Hole                                        |                | Flick of the Switch                                             |
| Dirty Deeds Done Dirt Cheap                             | 4:13           | Dirty Deeds Done Dirt Cheap                                     |
| Dirty Eyes                                              |                | Volts                                                           |
| Dog Eat Dog                                             | 3:34           | Let There Be Rock                                               |
| Down on the Borderline                                  | 4:15           | B-sida till singeln Moneytalks                                  |
| Down Payment Blues                                      | 6:03           | Powerage                                                        |
| Evil Walks                                              |                | For Those About to Rock We Salute You                           |
| Fire Your Guns                                          |                | The Razors Edge                                                 |
| First Blood                                             |                | Fly on the Wall                                                 |
| Flick of the Switch                                     |                | Flick of the Switch                                             |
| Fling Thing                                             | 2:00           | B-sida till singeln Jailbreak                                   |
| Fly on the Wall                                         |                | Fly on the Wall                                                 |
| For Those About to Rock (We Salute You)                 |                | For Those About to Rock We Salute You, Who Made Who             |
| The Furor                                               | 4:11           | Ballbreaker                                                     |
| Get It Hot                                              | 2:34           | Highway to Hell, Volts                                          |
| Gimme a Bullet                                          | 3:21           | Powerage                                                        |
| Girls Got Rhythm                                        | 3:24           | Highway to Hell                                                 |
| Give It Up                                              |                | Stiff Upper Lip                                                 |
| Given the Dog a Bone                                    | 3:33           | Back in Black                                                   |
| Go Down                                                 | 5:31           | Let There Be Rock                                               |
| Go Zone                                                 |                | Blow Up Your Video                                              |
| Gone Shootin'                                           | 5:05           | Powerage                                                        |
| Goodbye & Good Riddance to Bad Luck                     |                | The Razors Edge                                                 |
| Got You by the Balls                                    |                | The Razors Edge                                                 |
| Guns for Hire                                           |                | Flick of the Switch                                             |
| Hail Caesar                                             | 5:14           | Ballbreaker                                                     |
| Hard As Rock                                            | 4:31           | Ballbreaker                                                     |
| Have a Drink on Me                                      | 3:58           | Back in Black                                                   |
| Heatseeker                                              |                | Blow Up Your Video                                              |
| Hell Ain't A Bad Place To Be                            | 4:10 4:14      | Let There Be Rock                                               |
| Hell or High Water                                      |                | Fly on the Wall                                                 |
| Hells Bells                                             | 5:14           | Back in Black, Who Made Who                                     |
| High Voltage                                            | 4:18 4:20 5:05 | T.N.T., High Voltage (internationell)                           |
| Highway to Hell                                         | 3:28           | Highway to Hell                                                 |
| Hold Me Back                                            |                | Stiff Upper Lip                                                 |
| The Honey Roll                                          | 5:35           | Ballbreaker                                                     |
| House of Jazz                                           |                | Stiff Upper Lip                                                 |
| If You Dare                                             |                | The Razors Edge                                                 |
| If You Want Blood (You've Got It)                       | 4:37           | Highway to Hell, Volts                                          |
| Inject the Venom                                        |                | For Those About to Rock We Salute You                           |
| It's A Long Way To The Top (If You Wanna Rock 'n' Roll) | 5:10 5:16      | T.N.T., High Voltage (internationell), Volts                    |
| The Jack                                                | 5:48 5:50 5:53 | T.N.T., High Voltage (internationell)                           |
| Jailbreak                                               | 4:41           | Dirty Deeds Done Dirt Cheap, '74 Jailbreak                      |
| Kicked in the Teeth                                     | 3:45           | Powerage                                                        |
| Kissin' Dynamite                                        |                | Blow Up Your Video                                              |
| Landslide                                               |                | Flick of the Switch                                             |
| Let Me Put My Love into You                             | 4:16           | Back in Black                                                   |
| Let There Be Rock                                       | 6:06 8:33      | Let There Be Rock                                               |
| Let's Get It Up                                         |                | For Those About to Rock We Salute You                           |
| Let's Make It                                           |                | The Razors Edge                                                 |
| Little Lover                                            | 5:26 5:37      | High Voltage (Australien), High Voltage (internationell)        |
| Live Wire                                               | 5:45 5:51      | T.N.T., High Voltage (internationell)                           |
| Love At First Feel                                      | 3:05           | Dirty Deeds Done Dirt Cheap                                     |
| Love Bomb                                               | 3:14           | Ballbreaker                                                     |
| Love Hungry Man                                         | 4:17           | Highway to Hell                                                 |
| Love Song                                               | 4:02           | High Voltage (Australien)                                       |
| Meanstreak                                              |                | Blow Up Your Video                                              |
| Meltdown                                                |                | Stiff Upper Lip                                                 |
| Mistress for Christmas                                  |                | The Razors Edge                                                 |
| Money Made                                              |                | Black Ice                                                       |
| Moneytalks                                              |                | The Razors Edge                                                 |
| Nervous Shakedown                                       |                | Flick of the Switch                                             |
| Nick of Time                                            |                | Blow Up Your Video                                              |
| Night of the Long Knives                                |                | For Those About to Rock We Salute You                           |
| Night Prowler                                           | 6:16           | Highway to Hell                                                 |
| Overdose                                                | 6:09           | Let There Be Rock                                               |
| Play Ball                                               |                | Rock or Bust                                                    |
| Playing With Girls                                      |                | Fly on the Wall                                                 |
| Put the Finger on You                                   |                | For Those About to Rock We Salute You                           |
| Problem Child                                           | 4:40 5:24 5:43 | Dirty Deeds Done Dirt Cheap, Let There Be Rock                  |
| R.I.P. (Rock in Peace)                                  | 3:36           | Dirty Deeds Done Dirt Cheap                                     |
| The Razors Edge                                         |                | The Razors Edge                                                 |
| Ride On                                                 | 5:57           | Dirty Deeds Done Dirt Cheap, Who Made Who, Volts                |
| Riff Raff                                               | 5:12 5:59      | Powerage                                                        |
| Rising Power                                            |                | Flick of the Switch                                             |
| Rock and Roll Ain't Noise Pollution                     | 4:16           | Back in Black                                                   |
| Rock 'n' Roll Damnation                                 | 3:41           | Powerage                                                        |
| Rock 'n' Roll Dream                                     |                | Black Ice                                                       |
| Rock 'n' Roll Singer                                    | 5:00 5:06      | T.N.T., High Voltage (internationell)                           |
| Rock 'n' Roll Train                                     |                | Black Ice                                                       |
| Rock Your Heart Out                                     |                | The Razors Edge                                                 |
| Rocker                                                  | 2:46 3:24 4:12 | T.N.T., Dirty Deeds Done Dirt Cheap                             |
| Rockin' in the Parlour                                  |                | B-sida till singeln Can I Sit Next to You Girl                  |
| Rocking All the Way                                     |                | Black Ice                                                       |
| Ruff Stuff                                              |                | Blow Up Your Video                                              |
| Safe in New York City                                   |                | Stiff Upper Lip                                                 |
| Satellite Blues                                         |                | Stiff Upper Lip                                                 |
| School Days                                             | 5:24           | T.N.T., Volts                                                   |
| Send for the Man                                        |                | Fly on the Wall                                                 |
| Shake a Leg                                             | 4:06           | Back in Black                                                   |
| Shake Your Foundations                                  |                | Fly on the Wall, Who Made Who                                   |
| She Likes Rock 'n' Roll                                 |                | Black Ice                                                       |
| She's Got Balls                                         | 4:46 4:51      | High Voltage (Australien), High Voltage (internationell), Volts |
| Shoot to Thrill                                         | 5:20           | Back in Black                                                   |
| Shot Down in Flames                                     | 3:23           | Highway to Hell                                                 |
| Shot of Love                                            |                | The Razors Edge                                                 |
| Show Business                                           | 4:43           | High Voltage (Australien), '74 Jailbreak                        |
| Sin City                                                | 4:45           | Powerage, Volts                                                 |
| Sink the Pink                                           |                | Fly on the Wall, Who Made Who                                   |
| Skies on Fire                                           |                | Black Ice                                                       |
| Smash 'n' Grab                                          |                | Black Ice                                                       |
| Snake Eye                                               | 3:16           | B-sida till singeln Heatseeker                                  |
| Snowballed                                              |                | For Those About to Rock We Salute You                           |
| Some Sin for Nuthin'                                    |                | Blow Up Your Video                                              |
| Soul Stripper                                           | 6:23           | High Voltage (Australien), '74 Jailbreak                        |
| Spellbound                                              |                | For Those About to Rock We Salute You                           |
| Spoilin' for a Fight                                    |                | Black Ice                                                       |
| Stand Up                                                |                | Fly on the Wall                                                 |
| Stick Around                                            | 4:44           | High Voltage (Australien)                                       |
| Stiff Upper Lip                                         |                | Stiff Upper Lip                                                 |
| Stormy May Day                                          |                | Black Ice                                                       |
| Squealer                                                | 5:12           | Dirty Deeds Done Dirt Cheap                                     |
| T.N.T.                                                  | 3:30 3:36      | T.N.T., High Voltage (internationell), Volts                    |
| That's the Way I Wanna Rock 'n' Roll                    |                | Blow Up Your Video                                              |
| There's Gonna Be Some Rockin'                           | 3:14           | Dirty Deeds Done Dirt Cheap                                     |
| This House Is on Fire                                   |                | Flick of the Switch                                             |
| This Means War                                          |                | Blow Up Your Video                                              |
| Thunderstruck                                           |                | The Razors Edge                                                 |
| Touch Too Much                                          | 4:26           | Highway to Hell, Volts                                          |
| Two's Up                                                |                | Blow Up Your Video                                              |
| Up To My Neck In You                                    | 4:13           | Powerage                                                        |
| Walk All Over You                                       | 5:09           | Highway to Hell, Volts                                          |
| War Machine                                             |                | Black Ice                                                       |
| What Do You Do for Money Honey                          | 3:37           | Back in Black                                                   |
| What's Next To The Moon                                 | 3:31           | Powerage                                                        |
| Wheels                                                  |                | Black Ice                                                       |
| Whiskey On The Rocks                                    | 4:35           | Ballbreaker                                                     |
| Who Made Who                                            | 3:27           | Who Made Who                                                    |
| Whole Lotta Rosie                                       | 4:05 5:33      | Let There Be Rock                                               |
| You Ain't Got A Hold On Me                              | 3:30           | High Voltage (Australien), '74 Jailbreak                        |
| You Shook Me All Night Long                             | 3:32           | Back in Black, Who Made Who                                     |